# Musée d'Art métropolitain de Tokyo
Le musée d'Art métropolitain de Tokyo (東京都美術館, Tōkyōto Bijutsukan) se trouve dans le parc d'Ueno à Tokyo, au Japon. C'est l'un des nombreux musées du Japon qui sont financés par un gouvernement préfectoral.

## Source
- (en) Cet article est partiellement ou en totalité issu de l’article de Wikipédia en anglais intitulé « Tokyo Metropolitan Art Museum » (voir la liste des auteurs).

1. ↑  TokyoEssentials.com, Tokyo Metropolitan Art Museum; consulté le 18 octobre 2012.
2. ↑  Nussbaum, Louis-Frédéric. (2005). "Museums" in Japan Encyclopedia, pp. 671-673.